# Сквим (Вашингтон)
Сквим (енгл. Sequim) град је у америчкој савезној држави Вашингтон. По попису становништва из 2010. у њему је живело 6.606 становника.

## Демографија
Према попису становништва из 2010. у граду је живело 6.606 становника, што је 2.272 (52,4%) становника више него 2000. године.
| Група             | 2000.         | 2010.         |
| Белци             | 3.998 (92,2%) | 5.878 (89,0%) |
| Афроамериканци    | 13 (0,3%)     | 29 (0,4%)     |
| Азијати           | 76 (1,8%)     | 127 (1,9%)    |
| Хиспаноамериканци | 124 (2,9%)    | 319 (4,8%)    |
| Укупно            | 4.334         | 6.606         |